# Carlos Alberto Silva
Carlos Alberto Silva (Bom Jardim de Minas, 1939. augusztus 14. – Belo Horizonte, 2017. január 20.) brazil labdarúgóedző.

## Pályafutása
A Guarani FC csapatával 1978-ban nyert brazil bajnoki címmel vált elismert edzővé. A São Paulo FC együttesével kétszer nyerte meg az állami bajnoki címet, a Paulista bajnokságot. Az Atlético Mineiro szakmai munkáját irányítva egyszer lett a Mineirão bajnokság győztese. 1987-88-ban a brazil válogatott szövetségi kapitánya volt. Az 1987-es pánamerikai játékokon aranyérmes, az 1988-as szöuli olimpián ezüstérmes lett a csapattal. 1990-91-ben a japán Jomiuri FC-nél dolgozott, ahol egy bajnoki címet szerzett az együttessel. 1991 és 1993 között a portugál FC Porto vezetőedzője volt, ahol két bajnoki címmel gyarapította sikereit. Dolgozott még a Cruzeiro, a Corinthians, a Palmeiras, a Vasco da Gama, a Santos FC és a spanyol Deportivo La Coruña csapatainál is. 2005-ben fejezte be edzői pályafutását.

## Sikerei, díjai
Guarani FC
- Brazil bajnokság
  - bajnok: 1978

 São Paulo FC
- Paulista bajnokság
  - bajnok: 1980, 1989

 Atlético Mineiro
- Mineirão bajnokság
  - bajnok: 1981

 Brazília
- Pánamerikai játékok
  - győztes: 1987, Egyesült Államok
- Olimpiai játékok
  - ezüstérmes: 1988, Szöul

 Jomiuri FC
- Japán bajnokság
  - bajnok: 1990–91

 FC Porto
- Portugál bajnokság
  - bajnok: 1991–92, 1992–93
- Portugál szuperkupa (Supertaça Cândido de Oliveira)
  - győztes: 1991